# Voitures EVM
Voitures EVM war ein französischer Hersteller von Automobilen.

## Unternehmensgeschichte
Das Unternehmen aus Paris begann 1907 mit der Produktion von Automobilen. Der Markenname lautete EVM. 1908 endete die Produktion.

## Fahrzeuge
Im Angebot standen drei Modelle. Im 8 CV sorgte ein Einzylindermotor mit 942 cm³ Hubraum für den Antrieb. Der 10 CV verfügte über einen Vierzylindermotor mit 1230 cm³ Hubraum. Größtes Modell war der 12/14 CV. Sein Vierzylindermotor hatte 1814 cm³ Hubraum. Für dieses Modell waren die Karosserieformen Doppelphaeton und Landaulet lieferbar. Bei allen Modellen war der Motor vorne im Fahrzeug montiert und trieb über eine Kardanwelle die Hinterachse an. Die Getriebe verfügten über drei Gänge.